# Leví Bucar Côrte-Real

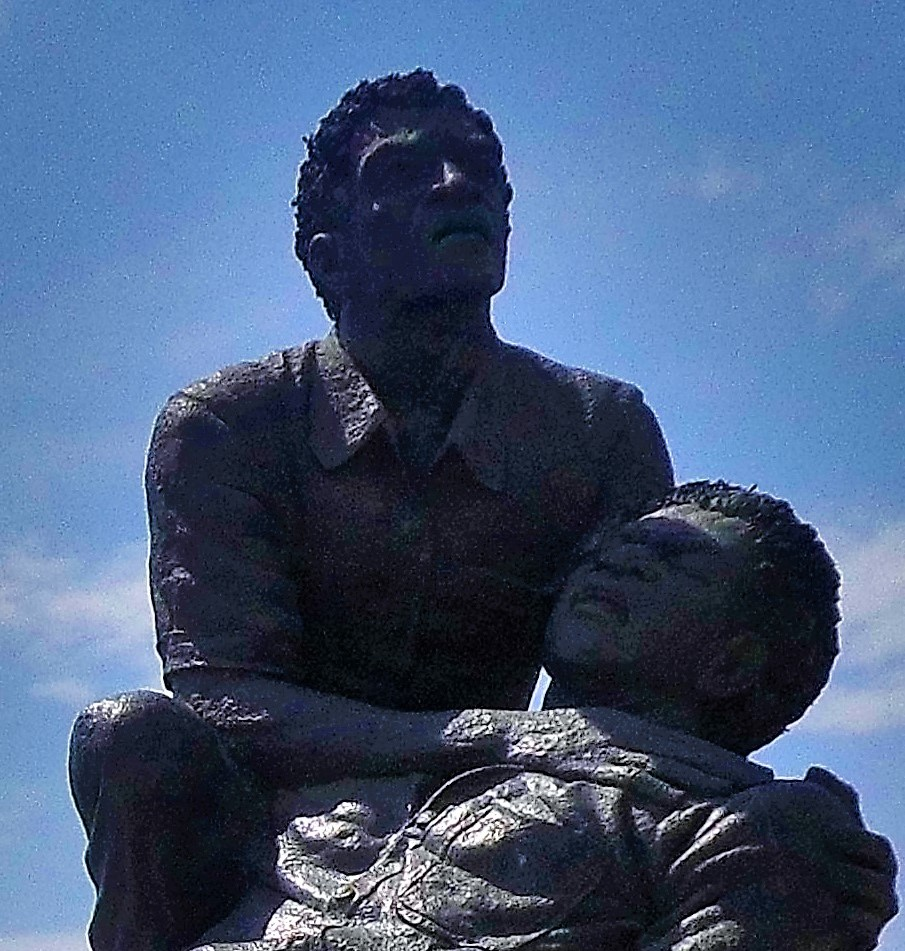
Der verletzte Leví Côrte-Real und sein Helfer als Denkmal

Leví Almeida Bucar Côrte-Real (* 21. Mai 1972 in Ainaro, Portugiesisch-Timor) ist ein Überlebender des Santa-Cruz-Massakers am 12. November 1991 im von Indonesien besetzten Osttimor. Ein Foto von ihm wurde zur Ikone im Gedenken an das Geschehen.

## Werdegang
Côrte-Real stammt aus einer Familie mit vier Schwestern und sechs Brüdern. In seiner Heimat Ainaro besuchte er die Grund- und die Prä-Sekundarschule. Für das zwölfte Schuljahr ging er in Osttimors Hauptstadt Dili an das Colégio de São José. Indonesien hatte 1975 das Land besetzt und im Jahr darauf annektiert. Seitdem tobte ein Unabhängigkeitskrieg gegen die Besatzer, der bis zu ihrem Abzug fast 200.000 Menschen das Leben kosten sollte.
Am 12. November 1991 ging Côrte-Real mit einem Mitbewohner zur Kirche Santo António de Motael. Hier fand ein Gedenkgottesdienst von Gemeindepfarrer Alberto Ricardo da Silva für Sebastião Gomes statt, der einige Tage vorher von indonesischen Sicherheitskräften in der Kirche ermordet worden war. Côrte-Real wollte danach zu seiner Unterkunft im Colégio zurückkehren, um sich für den Unterricht am nächsten Tag vorzubereiten. Von der Kirche aus zog eine Demonstration von osttimoresischen Studenten in Richtung des Friedhofs von Santa Cruz, wo das Grab von Gomes lag. Der Friedhof befindet sich in nächster Nähe zum Colégio. Côrte-Real befand sich unter ihnen.
Auf dem Friedhof eröffneten indonesische Soldaten das Feuer auf die Demonstranten. Mindestens 271 Menschen starben, 270 weitere verschwanden in Folge der Ereignisse für immer. Côrte-Real wurde von einer Kugel in den Magen getroffen. Der britische Journalist Max Stahl hielt mit einem Foto die Szene fest, wie ein Mann Côrte-Real verzweifelt in den Armen hält. Côrte-Real fiel ins Koma. Er wurde ins Krankenhaus gebracht, wo man ihn retten konnte. Seinen Helfer kennt Côrte-Real bis heute nicht. Drei Monate später kehrte Côrte-Real nach Hause zurück. Inzwischen war das Bild von Max Stahl, zusammen mit anderen Berichten von dem Massaker um die Welt gegangen, weswegen Côrte-Real auf der Schwarzen Liste (indonesisch lista mean, wörtlich Rote Liste) der indonesischen Sicherheitskräfte stand. Côrte-Real tauchte unter, um seine Familienmitglieder vor Verfolgung zu schützen. Seine Eltern sorgten dafür, dass Côrte-Real nach Bali in einen Englischkurs kam, er konnte sich aber auch dort nicht sicher sein, nicht vom indonesischen Geheimdienst entdeckt zu werden. Seinen ersten Plan, in eine Botschaft zu flüchten, verwarf er, um den Vater nicht zu gefährden, der zwischenzeitlich in Timor von den Indonesiern verhört wurde. Stattdessen gelang ihm 1994 mit Hilfe der Widerstandsgruppe Tata-mailau (benannt nach dem höchsten Berg Osttimors) die Ausreise nach Macau, wo er 15 Monate blieb.

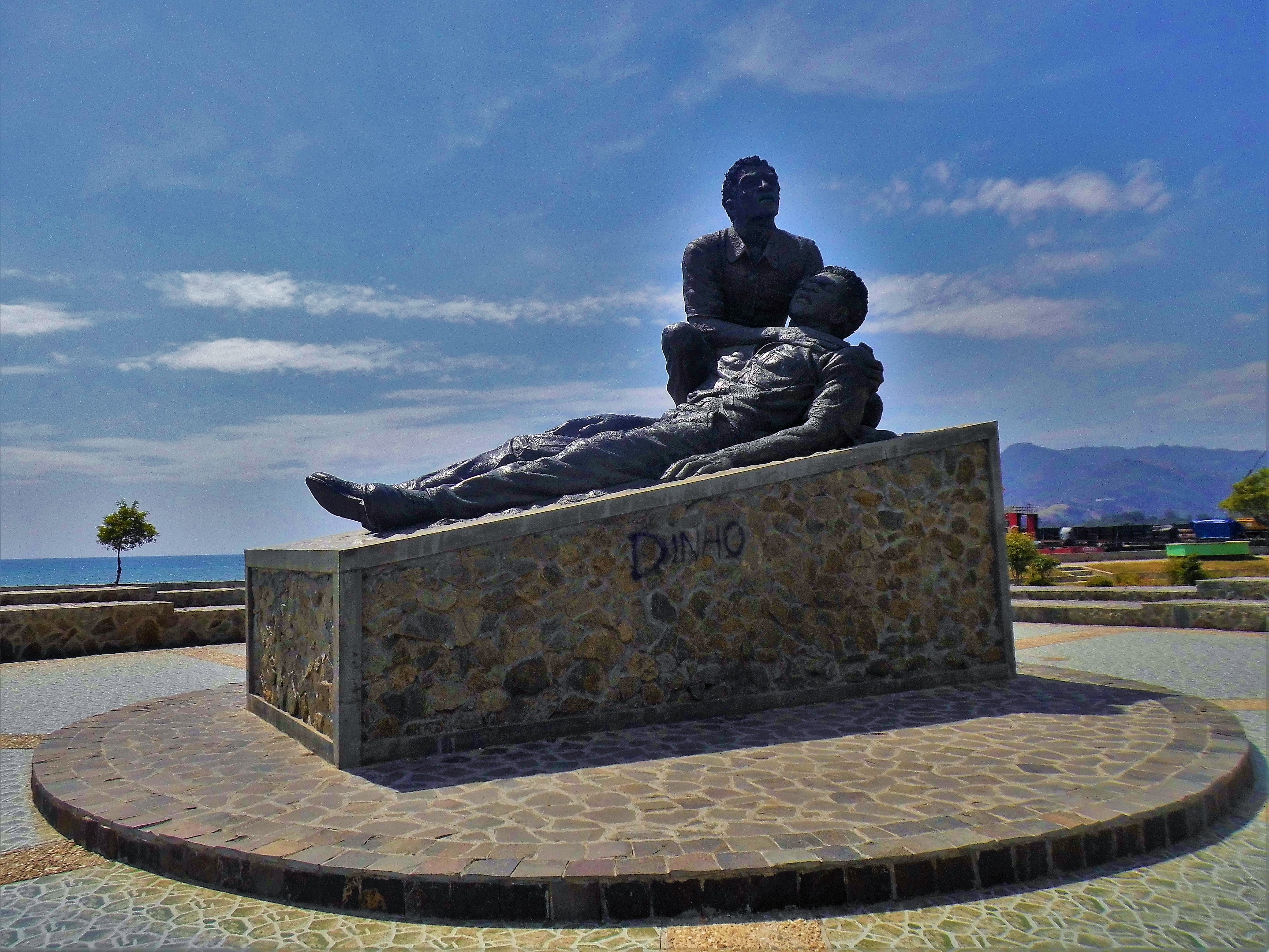
Das komplette Denkmal

1995 kam Côrte-Real nach Lissabon. Die alte Kolonialmacht Portugal war eine Unterstützerin der osttimoresischen Sache und Côrte-Real erhielt hier eine Aufenthaltsgenehmigung und die Möglichkeit, Portugiesisch zu lernen, um sich bis 1996 in die portugiesische Gesellschaft zu integrieren. In diesem Jahr kam der Osttimorkonflikt erneut in das Scheinwerferlicht der Weltöffentlichkeit, als José Ramos-Horta und Carlos Filipe Ximenes Belo den Friedensnobelpreis für ihre Bemühungen für Osttimor erhielten. 1997 erhielt Côrte-Real die Zulassung an die Universität Coimbra, wo er begann, Psychologie zu studieren. Ein Jahr später wechselte er in einen Managementkurs an der Fakultät für Wirtschaftswissenschaften, den er aber im zweiten Jahr ebenfalls abbrach. Später gab er zu, in dieser Zeit sich mehr politisch engagiert zu haben, als sich ums Studium zu kümmern. So nahm Côrte-Real an Treffen, Straßenaktionen und Demonstrationen in Portugal oder Madrid teil, um für die Unabhängigkeit Osttimors zu werben. 1998 gründete Côrte-Real mit anderen Studenten die Studentenvereinigung Académicos Timorenses de Coimbra (ATC). Neben der Unterstützung osttimoresischer Studenten in Coimbra sollte die ATC den Befreiungskampf für Osttimor fördern und sich für den Schutz von Menschenrechten engagieren. In der ersten Legislaturperiode von 1998 bis 2000 war Côrte-Real Vizepräsident der ATC, von 2000 bis 2002 Präsident der Wahlkommission und von 2002 bis 2003 Schatzmeister. Danach lebte Côrte-Real in Manchester und Bristol als Arbeiter, bevor er 2009 in das seit 2002 wieder unabhängige Osttimor zurückkehrte. Niemand in seiner Heimat wusste zu diesem Zeitpunkt, ob Côrte-Real noch lebte.
Das Foto von Max Stahl diente als Vorlage eines Denkmals für das Massaker, das seit 2011 vor der Kirche Santo António de Motael steht.